# Mysidia bizzara
Mysidia bizzara är en insektsart som beskrevs av Broomfield 1985. Mysidia bizzara ingår i släktet Mysidia och familjen Derbidae. Inga underarter finns listade i Catalogue of Life.